# Narcís Roca i Torrent
Narcís Roca i Torrent   (Vilassar de Mar, 3 de juliol de 1952), conegut com a Vampir, és un ex-pilot de motocròs i enduro català que destacà en competicions estatals durant la dècada de 1970.
De professió mecànic, Roca començà a competir en pujades de muntanya, debutant a la Pujada a la Rabassada amb una OSSA preparada per ell mateix. Més tard, s'anà decantant cada cop més cap a les disciplines del motocròs i l'enduro, on fou un dels principals oficials d'OSSA, i destacà també en curses de resistència TT (la seva primera victòria fou, justament, a les 150 Milles de Mollet). A més, fou un dels pioners del Sidecarcross a Catalunya, arribant a construir diversos prototipus de sidecar de competició amb base d'OSSA Phantom, per bé que no tingué imitadors i aquesta modalitat no arribà a introduir-se al país.
Durant la seva època d'activitat en competició era conegut com a Vampir i destacava pel gran adhesiu d'aquest animal que duia enganxat al seu casc -sempre vermell-, així com per les grosses lletres negres a la visera que deien, en majúscules, "Vampir". Actualment, Roca regenta un establiment de venda i reparació de motocicletes al seu poble natal, Rocamoto. El seu fill, de nom també Narcís Roca, és un reputat especialista en exhibicions de stunt.